# Sint-Annakapel (Lottum)

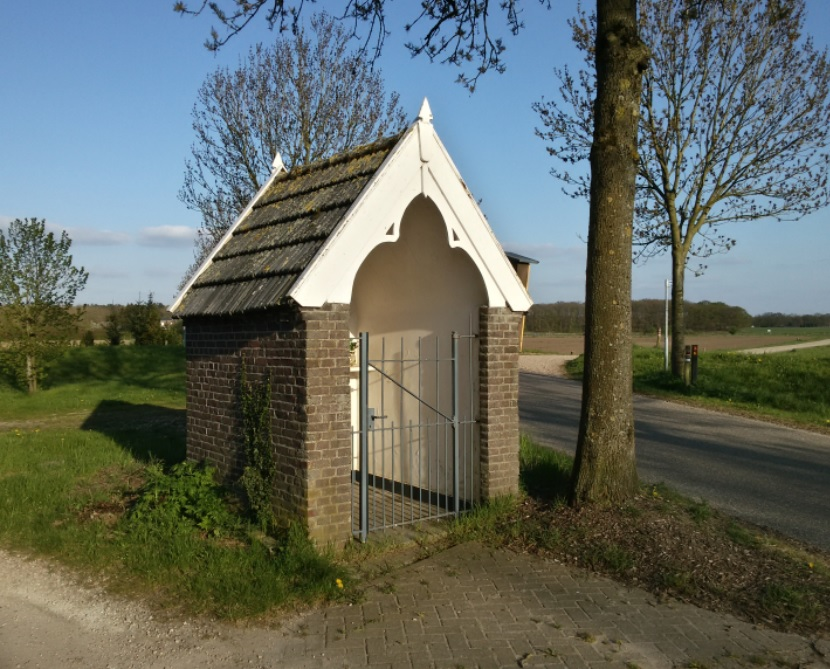
De Sint-Annakapel

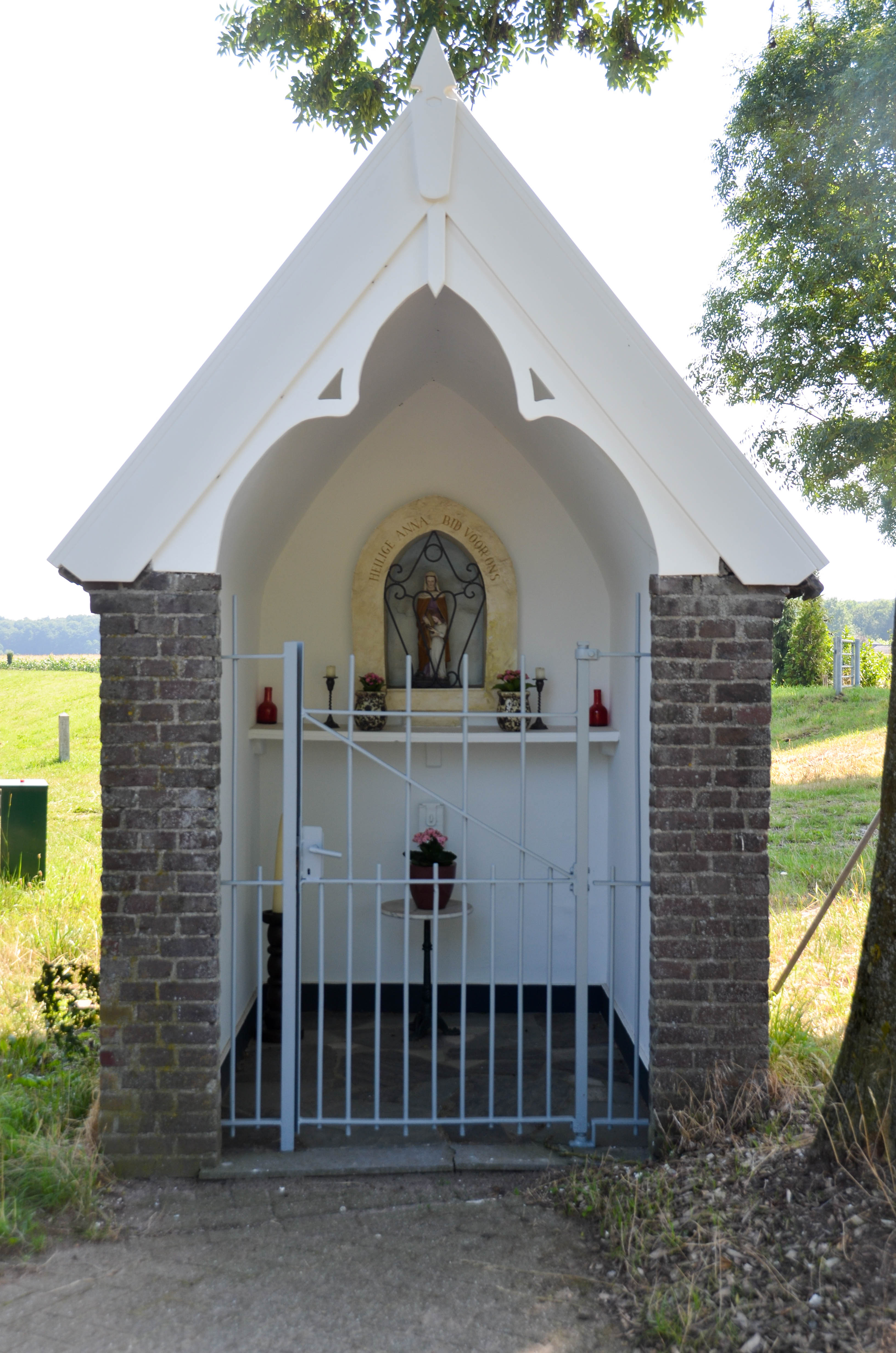
De Sint-Annakapel

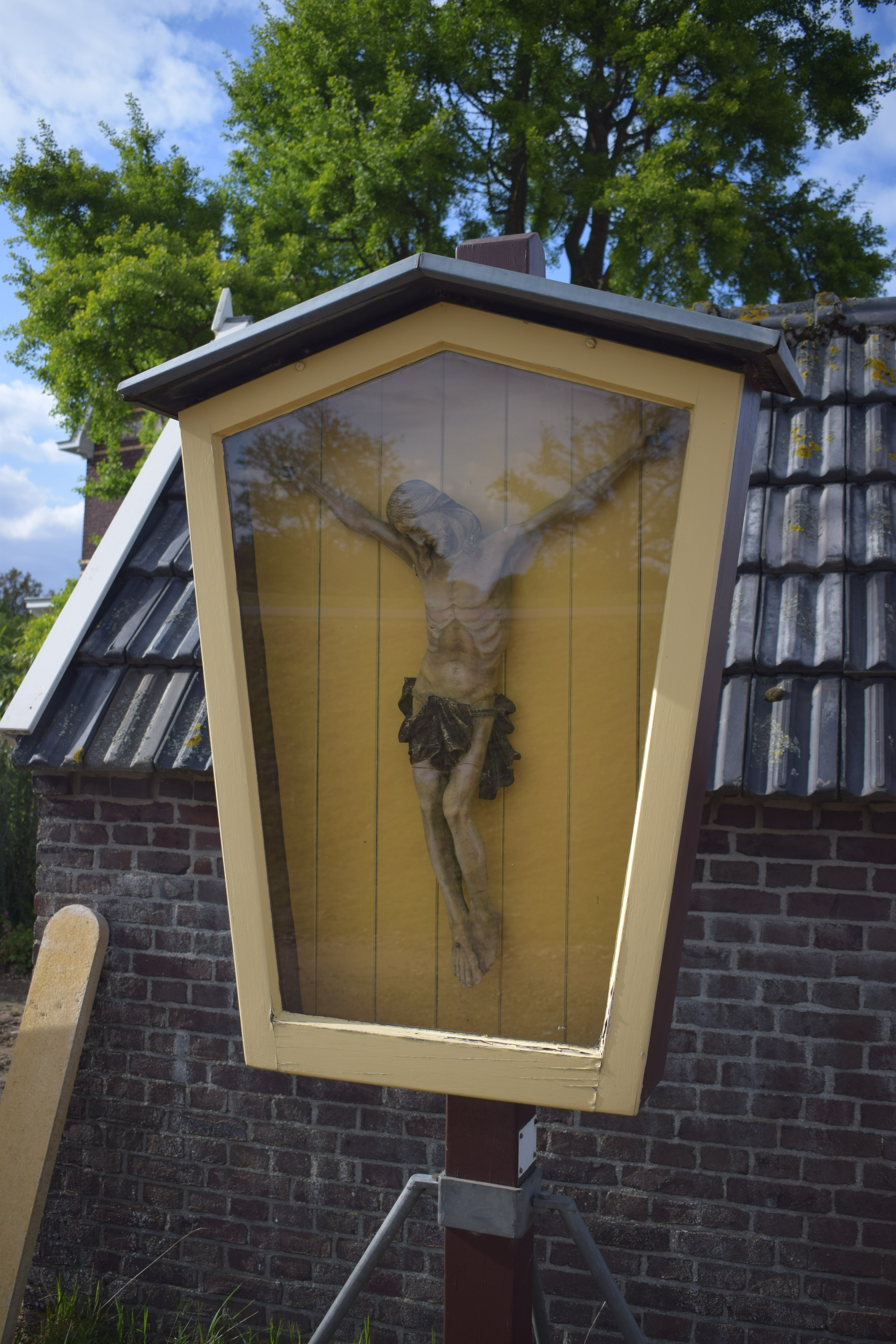
Corpus naast de kapel

De Sint-Annakapel is een kapel bij Lottum in de Nederlands Noord-Limburgse gemeente Horst aan de Maas. De kapel staat aan de splitsing van de Veerweg met de Laagveldweg niet ver van de Maas ten oosten van het dorp.
Rechts naast de kapel is een vijfhoekig kastje geplaatst met daarin een corpus.
De kapel is een gemeentelijk monument en is gewijd aan de heilige Anna.

## Geschiedenis
In de 17e eeuw zou volgens de overlevering door Theodorus aen gen Staij in de omgeving een Sint-Annabeeldje in een kleine nis zijn opgericht. Achter de nis stond een grote linde.
In 1909 werd de kapel gebouwd door metselaar Jan Vermazeren die in Lottum woonde.
Nadat het oorspronkelijke beeld uit de kapel was gestolen werd in 1995 een nieuw beeld in de kapel geplaatst.
In 2002 werd de kapel door vrijwilligers gerestaureerd.

## Gebouw
De open bakstenen kapel is opgetrokken op een rechthoekig plattegrond en wordt gedekt door een zadeldak met gesmoorde Muldenpannen. Het houtwerk van de frontgevel vormt een driebladboog die bekroond wordt met een makelaar. In de frontgevel bevindt zich de toegang die wordt afgesloten met een hek.
Van binnen is de kapel wit gestuukt en aan de achterwand is een altaarblad opgehangen. Boven het altaar bevindt zich een spitsboogvormige nis doe wordt afgesloten met een smeedijzeren hekje. In de nis staat een beeld die de heilige Anna toont samen met haar dochter Maria die leert lezen. Rond de spitsboognis is een tekst aangebracht:

HEILIGE ANNA BID VOOR ONS